# Дулевич, Владимир Евгеньевич
Владимир Евгеньевич Дулевич (1919 — 1992) — советский военный деятель и педагог, специалист в области авиационной и космической радиолокации, генерал-майор инженерно-технической службы (1961), доктор технических наук (1971), профессор (1986). Заслуженный деятель науки и техники РСФСР (1974).

## Биография
Родился 24 декабря 1919 года в Туле.
С 1941 по 1944 год обучался в Ленинградской военно-воздушной академии, которую окончил с отличием. С 1944 года учился в адъюнктуре на факультете электронного оборудования этой академии. С 1944 по 1945 год в период Великой Отечественной войны находился в командировке в действующей армии в составе 8-й воздушной армии, занимался вопросами связанными с работами по увеличению дальности радиосвязи в штурмовой и истребительной авиации.
С 1945 года находился на научно-педагогической работе в Ленинградской военно-воздушной инженерной академии имени А. Ф. Можайского в должностях преподаватель, старший преподаватель и профессор, с 1952 по 1971 год — начальник кафедры радиолокации факультета электрооборудования. В 1961 году Постановлением СМ СССР В. Е. Дулевичу было присвоено воинское звание генерал-майор инженерно-технической службы. В 1971 году ВАК СССР присудила ему учёную степень доктор технических наук. С 1971 по 1986 год — руководитель факультета радиоэлектронных систем космических комплексов, с 1986 по 1992 год — профессор кафедры космической радиолокации и радионавигации этой академии.
Основная научно-педагогическая деятельность В. Е. Дулевича была связана с  исследованиями в области статистических характеристик радиолокационных сигналов различных типов наземных, морских и космических объектов и выявлением фазовых параметров и информационных свойств этих сигналов, а так же с разработкой в области модели радиолокационного канала, который бы оценивал  информационные возможности радиолокационных станций различного назначения. В. Е. Дулевич являлся автором более 150 научных трудов, в том числе монографий, в числе которых такие фундаментальные работы как: «Теоретические основы радиолокации» в 2-х издательствах (1964, 1978), «Космические траекторные измерения : радиотехнические методы измерений и метематическая обработка данных» (1969) и «Информационные свойства радиолокационных систем» (1970), под его руководством было подготовлено более двадцати докторов технических наук.
Скончался 9 апреля 1992 года в Санкт-Петербурге, похоронен на Ильмовом участке Серафимского кладбища.

## Награды
- Орден Отечественной войны II степени (27.04.1945)[1]
- Заслуженный деятель науки и техники РСФСР (1974)